# Елеохори (дем Западна Ахая)
Вижте пояснителната страница за други значения на Елеохори.
Елеохори (на гръцки: Ελαιοχώρι, катаревуса Ελαιοχώριον, Елеохорион) е село в Република Гърция, дем Западна Ахая, област Западна Гърция. Селото има население от 394 души.

## Личности
Родени в Елеохори
- Георгиос Пападопулос (1919 – 1999), гръцки офицер